# تيمو بيكيري
تيمو بيكر هو لاعب كرة قدم ألماني يلعب كمدافع مع نادي شالكه.